# 南粤先贤馆
南粤先贤馆，是以广东历史名人为主题的博物馆，位于广州市越秀区惠福西路，紧邻五仙观及岭南第一楼，占地面积6243平方米，其中主体场馆建筑面积6430平方米。馆名由吴南生题写。

## 历史
1985年4月，原中共广州市委副书记张汉青致信时任广东省委秘书长杨应彬，提议建设南粤先贤馆。2003年底，南粤先贤馆项目启动筹备工作，并纳入广州市重点文化建设项目，选址初定于五仙观或越秀山。2004年，南粤先贤馆选址正式定于五仙观，并将五仙观二期工程与南粤先贤馆的规划设计建设合二为一。2005年8月19日，南粤先贤馆入馆先贤评选委员会成立，由张汉青担任主任。2005年11月8日，评选委员会公布了第一批入选南粤先贤馆的50人初定名单，2006年2月21日，增补了陈文玉、周敦颐等5位先贤入馆。2007年1月26日，再增补翁万达为先贤入馆。2007年8月，五仙观二期工程（南粤先贤馆）完成，在五仙观广场东北角新建一座380平方米展馆。
2007年10月，时任广州市委书记朱小丹视察五仙观及南粤先贤馆时，指出南粤先贤馆面积太小，决定扩建南粤先贤馆。其后，华南理工大学历史环境保护与更新研究所的郭谦团队在设计竞赛中获胜，负责新馆的设计工作。2013年1月15日，南粤先贤馆在五仙观西侧地块奠基。2017年5月18日下午15时，南粤先贤馆举行开馆揭幕仪式，中山大学中文系教授黄天骥为开馆题记。经过试运营开放及闭馆完善提升后，2018年2月8日，南粤先贤馆全面对外开放。
2021年7月，南粤先贤馆-五仙古观文化旅游区被评为国家3A级旅游景区。

## 入选名人
南粤先贤基本陈列区展示了从秦汉时期到辛亥革命时期56位在广东活动的名人，既包括土生土长的广东人，也包括非粤籍但在广东有重要贡献的历史人物，共分为古代、近代两部分，共十一个单元。广州美术学院雕塑系教授陈克为其创作了十余个不同形象的先贤人物雕像。
| 名人（按生卒年份排序） | 籍贯                           | 事迹                                                   |
| ---------------------- | ------------------------------ | ------------------------------------------------------ |
| 赵佗                   | 恒山郡真定县（今河北省正定县） | 南越国创建者                                           |
| 杨孚                   | 南海郡番禺（今广州市）         | 著有《异物志》，史载第一位有著作传世的岭南学者         |
| 葛洪                   | 丹阳郡（今江苏句容）           | 著名医药学家、道教人士，曾隐居至罗浮山                 |
| 冼夫人                 | 高凉郡（今广东茂名）           | 俚人女领袖和军事家，被册封为谯国夫人                   |
| 陈文玉                 | 东合州（今广东雷州）           | 唐代雷州刺史，被后世尊称为“雷祖”                       |
| 惠能                   | 新州（今广东新兴县）           | 汉传佛教禅宗南宗创始人                                 |
| 张九龄                 | 韶州（今广东韶关）             | 唐代宰相、诗人，开凿梅关古道                           |
| 韩愈                   | 河阳县（今河南孟州市）         | 唐代文学家，曾任潮州刺史，治民兴学                     |
| 包拯                   | 庐州（今安徽合肥市）           | 北宋名臣，曾任端州（今广东肇庆）知州                   |
| 余靖                   | 韶州（今广东韶关）             | 北宋宋仁宗时期的谏议大夫                               |
| 周敦颐                 | 道州（今湖南道县）             | 北宋官员、学者，曾任广南东路提点刑狱                   |
| 苏轼                   | 眉州（今四川省眉山市）         | 北宋文学家，曾贬谪至惠州                               |
| 崔与之                 | 增城县（今广东增城）           | 南宋名臣、诗人，开创“菊坡学派”，被尊为“粤词之祖”       |
| 文天祥                 | 吉州（今江西吉安）             | 南宋名臣、诗人，曾于岭南举兵抗元                       |
| 丘濬                   | 琼山县（今海南海口）           | 明朝阁臣、著名理学家                                   |
| 陈献章                 | 新会县（今广东新会）           | 明朝思想家、诗人，岭南学派创始人                       |
| 湛若水                 | 增城县（今广东增城）           | 明朝理学家，岭南学派代表人物                           |
| 黄佐                   | 香山县（今广东中山）           | 明朝名臣、学者，纂修《广东通志》                       |
| 翁万达                 | 揭阳县（今广东揭阳）           | 明朝兵部尚书、诗人                                     |
| 海瑞                   | 琼山县（今海南海口）           | 明朝名臣，以刚直清廉著称                               |
| 袁崇焕                 | 东莞县（今广东东莞）           | 明朝末年著名将领                                       |
| 陈子壮                 | 南海县（今广东广州）           | 明朝末年著名将领，“南明三忠”之一                       |
| 屈大均                 | 番禺县（今广东番禺）           | 明末清初学者、诗人，“岭南三大家”之一                   |
| 陈恭尹                 | 顺德县（今广东顺德）           | 明末清初诗人、书法家，“岭南三大家”之一                 |
| 陈瑸                   | 海康县（今广东雷州）           | 清朝名臣，曾任福建巡抚                                 |
| 阮元                   | 仪征县（今江苏仪征）           | 清朝名臣、经学家，曾任两广总督                         |
| 张维屏                 | 番禺县（今广东番禺）           | 清朝岭南诗坛领袖                                       |
| 关天培                 | 山阳县（今江苏淮安）           | 清朝著名将领，曾任广东水师提督                         |
| 林则徐                 | 侯官县（今福建福州）           | 清朝名臣，曾任两广总督，主理虎门销烟                   |
| 苏六朋                 | 顺德县（今广东顺德）           | 清朝著名画家                                           |
| 梁廷枏                 | 顺德县（今广东顺德）           | 清朝文学家                                             |
| 朱次琦                 | 南海县（今广东南海）           | 清朝末年儒学家                                         |
| 陈澧                   | 番禺县（今广东番禺）           | 清朝末年著名学者                                       |
| 居巢                   | 番禺县（今广东番禺）           | 清朝末年著名画家                                       |
| 居廉                   | 番禺县（今广东番禺）           | 清朝末年著名画家，岭南画派奠基人之一                   |
| 洪秀全                 | 花县（今广东花都）             | 农民运动领袖，太平天国的建立者                         |
| 冯子材                 | 钦州（今广西钦州）             | 中法战争清军著名将领                                   |
| 邹伯奇                 | 南海县（今广东南海）           | 近代广东第一位科学家                                   |
| 洪仁玕                 | 花县（今广东花都）             | 太平天国领导人之一，曾提出《资政新篇》                 |
| 丁日昌                 | 丰顺县（今广东丰顺）           | 清朝末年官员，曾任江苏巡抚、福建巡抚，洋务运动人物之一 |
| 容闳                   | 香山县（今广东珠海）           | 中国近代史上首位留学美国之学生                         |
| 张之洞                 | 南皮县（今河北南皮）           | 清朝末年名臣，曾任两广总督，洋务运动人物之一           |
| 刘永福                 | 钦州（今广西防城港）           | 清朝末年将领，建立黑旗军，抗法援越                     |
| 陈启沅                 | 南海县（今广东南海）           | 清朝末年实业家，创办中国第一家机器缫丝厂               |
| 张弼士                 | 大埔县（今广东大埔）           | 清朝末年实业家，张裕葡萄酒创始人                       |
| 郑观应                 | 香山县（今广东中山）           | 清朝末年实业家，著有《盛世危言》                       |
| 黄遵宪                 | 嘉应州（今广东梅州）           | 清朝末年外交官、诗人，参与维新变法                     |
| 邓世昌                 | 番禺县（今广东番禺）           | 北洋水师将领，甲午战争时阵亡                           |
| 康有为                 | 南海县（今广东南海）           | 维新变法主要发起者之一                                 |
| 詹天佑                 | 南海县（今广东广州）           | 中国首位铁路总工程师，被称为“中国铁路之父”             |
| 丘逢甲                 | 镇平县（今广东蕉岭）           | 清朝末年教育家、诗人，抗日保台，创办广东第一所新式学堂 |
| 梁启超                 | 新会县（今广东新会）           | 维新变法主要发起者之一                                 |
| 吴趼人                 | 南海县（今广东南海）           | 清朝末年小说家，著有《二十年目睹之怪现状》             |
| 孙中山                 | 香山县（今广东中山）           | 中国近代著名政治家、革命家                             |
| 冯如                   | 恩平县（今广东恩平）           | 中国第一位航空工程师，被称为“中国航空之父”             |
| 朱执信                 | 番禺县（今广东广州）           | 中国近代革命家、理论家                                 |

## 开放时间
- 每周二至周日9：00-17：00  免费对外开放
- 逢周一闭馆（法定节假日和特殊情况除外）